# Александар Трифуновић (фудбалер)
Александар Трифуновић (13. мај 1954) бивши је југословенски и српски фудбалер.

## Каријера

### Клуб
Фудбалску каријеру је почео у краљевачкој Слоги, играо од 1971. до 1975. Играо је на позицији дефанзивног везног играча. Пуну афирмацију је стекао у дресу београдског Партизана. За црно беле је играо седам и по година, од 1976. до 1983, одигравши укупно 477 утакмица; од тога 209 првенствених на којим је постигао 20 голова. Са Партизаном је освојио и три првенства Југославије (1976, 1978. и 1983). 
Од сезоне 1983/84. играо у редовима тадашњег италијанског прволигаша Асколија. За време боравка у клубу освојио је Митропа куп 1987. године. У Асколију је завршио играчку каријеру у сезони 1986/87.
Седео је на клупи неколико реномираних београдских клубова, али се преоријентисао на рад са млађим категоријама, преузимајући бригу о кадетима БАСК-а.

### Репрезентација
За репрезентацију Југославије одиграо је 11 утакмица и постигао два гола. Дебитовао је 13. новембра 1977. у сусрету против Румуније (победа 6:4) у Букурешту, када је постигао и један гол. Други гол за репрезентацију је дао такође против Румуније на пријатељском мечу 1983. Од дреса са државним грбом опростио се 7. јуна 1983. на пријатељској утакмици против Западне Немачке у Луксембургу.
Голови за репрезентацију
Голови Трифуновића у дресу са државним грбом.
| #  | Датум              | Место    | Противник | Гол | Резултат | Такмичење                                |
| -- | ------------------ | -------- | --------- | --- | -------- | ---------------------------------------- |
| 1. | 13. новембар 1977. | Букурешт | Румунија  | 5:4 | 6:4      | Квалификације за Светско првенство 1978. |
| 2. | 30. март 1983.     | Темишвар | Румунија  | 2:0 | 2:0      | пријатељска                              |

## Успеси
- Партизан
  - Првенство Југославије: 1976, 1978, 1983.
  - Митропа куп: 1978.

- Асколи
  - Митропа куп: 1987.